# 玉帶斑蛾
玉帶斑蛾（學名：Pidorus atratus）是螢斑蛾亞科（Chalcosiinae）的一種，又稱茶帶螢斑蛾或白帶黑斑蛾；分布於台灣及日本等地。

## 外觀特徵
頭部背側呈朱紅色，全身黑色，前翅雙側由白色細紋斜向貫穿，觸角及軀體帶有藍色光澤。身長約25～28mm。
幼蟲外型黃黑相間，兩側有明顯黑色條紋，頭部與尾端附近有橫向黑帶斑。

## 生態
成蟲常出現於四月至九月之間；分布於低海拔山區，或見於鄰近的樹林及草叢。雌蛾產卵於樹幹的縫隙之間，寄主植物為米碎柃木或台灣格柃（Eurya septata）。